# Bohemia Interactive
Bohemia Interactive (BI), також відома як Bohemia Interactive Studio (BIS) — незалежна компанія з розробки й видавництва відеоігор, розташована в місті Прага, Чехія. Компанія заснована 1999 року. Відома за розробку Operation Flashpoint: Cold War Crisis, серії відеоігор Arma, й за розробку відеогри в жанрі survival horror з відкритим світом — DayZ.
Остання гра компанії, в жанрі пісочниця з елементами виживання, Ylands, на даний момент знаходиться в розробці, без запланованої дати виходу.

## Історія
Компанія заснована Мареком Шпанелем 1999 року. 2001 року студія випустила свою першу відеогру, військовий тактичний шутер — Operation Flashpoint: Cold War Crisis, яка отримала всесвітнє визнання, й славу для її розробників. Після величезного успіху пішла серія спадів — компанія перенесла гру на Xbox, що призвело до величезних фінансових затрат. Через скрутне фінансове становище студії, видавець Codemasters призупинив розробку сиквелу гри.
Корпус морської піхоти США замовив компанію задля створення симуляційних ігор для підготовки й тренування солдатів. Це замовлення допомогло компанії вийти зі складного становища. Задля виконання замовлення. Bohemia Interactive утворила власний новий підрозділ — Bohemia Interactive Simulations, який у майбутньому став автономним суб'єктом підприємницької діяльності. Ним розроблено вже 4 версії симулятора Virtual Battlespace.
Після того, як видавець компанії, Codemasters, вирішив не підтримувати студію, Bohemia Interactive запланувала розробити нову гру за принципами їх минулого хіта, під назвою — ARMA: Armed Assault, майбутній фінансовий успіх, який породив ряд багатьох сиквелів.
Наприкінці квітня 2020 року компанія закрила власну дочірню студію у Братиславі, що займалася розробленням DayZ. Частина співробітників перейшла до Nine Rock Games, новоутвореної студії THQ Nordic у Братиславі під керівництвом вихідця з Bohemia Interactive Slovakia Девіда Дурчака. Про закриття було повідомлено на офіційній твіттер-сторінці холдингової компанії, де також було заявлено, що процес відбувався за обопільною згодою керівництва двох компаній. Як стало згодом відомо, закриття студії призвело до звільнення понад 40 співробітників, проте, як наголосило керівництво, це не має повпливати на випуск оновлень та підтримку DayZ.
У лютому 2021 року стало відомо, що китайська компанія Tencent придбала міноритарний пакет акцій Bohemia Interactive, ставши її міноритарним акціонером.

## Розроблені відеоігри
Bohemia Interactive спеціалізується на створенні імітаційних відеоігор (симуляторів) з акцентом на реалізм.
Першою грою компанії стала — Operation Flashpoint: Cold War Crisis. Гра отримала дуже гарні відгуки критиків, й тому, компанія вже у наступному році випустила доповнення до гри — Operation Flashpoint: Resistance. Після великого фінансового успіху розробники вирішили випустити відеогру на платформі Xbox, але портування призвело лише до величезних фінансових складнощів. Портування розроблялося цілих 4 роки, процес зайняв стільки часу через недосвідченість команди в портуванні відеоігор. За час розробки, 22 листопада 2005 року вийшла нова гральна консоль — Xbox 360, вихід якої — затьмив реліз гри на консолі минулого покоління, Xbox.
Протягом декількох років підрозділ компанії, Bohemia Interactive Simulations, розроблював деякі симуляційні ігри на замовлення Корпусу морської піхоти США. Серед них досить відомим є Virtual Battlespace (VBS).
Після припинення підтримки збоку Codemasters, компанія розроблює нову гру, ARMA: Armed Assault, принципи якої нагадують минулу гру компанії. Після успіху, за грою вийшло два продовження — Arma 2 (2009), й Arma 3 (2013), обидві були позитивно зустріті критиками.
Також компанія розробила франшизу симуляторів під назвою Take On.
| Назва гри                             | Рік випуску | Жанр                                            | Платформа                                                                              |
| ------------------------------------- | ----------- | ----------------------------------------------- | -------------------------------------------------------------------------------------- |
| Operation Flashpoint: Cold War Crisis | 2001        | Тактичний шутер                                 | Microsoft Windows, Linux                                                               |
| Operation Flashpoint: Resistance      | 2002        | Тактичний шутер                                 | Microsoft Windows                                                                      |
| Operation Flashpoint: Cold War Crisis | 2005        | Тактичний шутер                                 | Xbox                                                                                   |
| ARMA: Armed Assault                   | 2006        | Тактичний шутер                                 | Microsoft Windows                                                                      |
| ARMA: Queen's Gambit                  | 2007        | Тактичний шутер                                 | Microsoft Windows                                                                      |
| Arma 2                                | 2009        | Тактичний шутер                                 | Microsoft Windows                                                                      |
| Arma 2: Operation Arrowhead           | 2010        | Шутер від першої особи, тактичний шутер         | Microsoft Windows                                                                      |
| Take On Helicopters                   | 2011        | Авіасимулятор                                   | Microsoft Windows                                                                      |
| Carrier Command: Gaea Mission         | 2012        | Стратегія в реальному часі, екшн                | Microsoft Windows, Xbox 360                                                            |
| Arma 3                                | 2013        | Шутер від першої особи, тактичний шутер         | Microsoft Windows                                                                      |
| Arma Tactics                          | 2013        | Тактичний шутер                                 | Microsoft Windows, Shield Portable                                                     |
| Arma Mobile Ops                       | 2016        | Тактичний шутер                                 | IOS, Android                                                                           |
| Argo                                  | 2017        | Тактичний шутер                                 | Microsoft Windows                                                                      |
| Take On Mars                          | 2017        |                                                 | Microsoft Windows                                                                      |
| DayZ                                  | 2018        | Шутер від першої особи, Шутер від третьої особи | Microsoft Windows, PlayStation 4, Xbox One                                             |
| Ylands                                | 2019        | Пісочниця                                       | Microsoft Windows, PlayStation 4, Xbox One                                             |
| Vigor                                 | 2019        | Тактичний шутер                                 | Microsoft Windows, PlayStation 4, PlayStation 5,Xbox One, Xbox Series, Nintendo Switch |
| Arma Reforger                         | 2022        | Тактичний шутер                                 | Microsoft Windows, Xbox Series                                                         |